# Domenico Cozzupoli
Domenico Cozzupoli (Reggio Calabria, 20 aprile 1940) è un politico italiano, sindaco di Reggio Calabria dal 21 maggio 1977 al 10 giugno 1980 e dall'11 novembre 1982 al 18 febbraio 1983.

## Biografia
Figlio dell'ex assessore comunale ai lavori pubblici Demetrio Cozzupoli, è stato eletto consigliere comunale per la prima volta nel 1975.
Ha ricoperto anche l'incarico di capogruppo al Consiglio comunale e di segretario regionale della DC.
Docente universitario, espressione dell'imprenditoria reggina e del mondo delle professioni, nonché affermato ingegnere, è stato eletto ai vertici della Confindustria reggina e calabrese.
Destinatario di grande consenso popolare, da sindaco diede impulso ai lavori della copertura della linea ferrata sul lungomare ed ha superato varie vicende giudiziarie ottenendo l'assoluzione.